# تومور خوش‌خیم

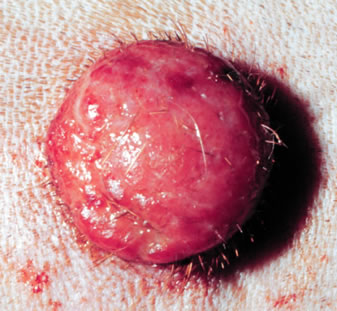
تومور خوش‌خیم پوست سگ

تومور خوش‌خیم (به انگلیسی: Benign tumor) به نئوپلازی گفته می‌شود که ویژگی بدخیمی از جمله متاستازو را نداشته باشد. از نمونه‌های شناخته شده تومورهای خوش‌خیم می‌توان به انواع خال معمولی (ملانوسیتیک) و فیبروید رحم اشاره نمود.
اصطلاح خوش‌خیم دلالت بر یک بیماری خفیف و غیر پیشرونده دارد. برخی از نئوپلاسم‌ها به عنوان تومورهای خوش‌خیم تعریف شده چرا که فاقد ویژگی‌های تهاجمی سرطان هستند. در واقع، بسیاری از انواع تومورهای خوش‌خیم برای سلامت انسان بی‌ضرر هستند. با این حال، هنوز هم ممکن است اثرات منفی بهداشتی تولید کنند. نمونه‌هایی از این تومورها که در تولید اثر توده‌ای (فشرده‌سازی اندامهای حیاتی مانند رگ‌های خونی)، یا تومور غدد درون‌ریز، ممکن است به تولید بیش از حد یا توقف تولید یک هرمون منجر گردد. مثال‌های آن آدنوم تیروئید، آدنوم آدرنوکورتیکال و آدنوم هیپوفیز است.
تومورهای خوش‌خیم معمولاً توسط کپسول (غلاف فیبری) احاطه می‌گردند که مانع توانایی متاستاز و اینفیلتراسیون (نفوذ به بافت مجاور) می‌شود. با این حال، بسیاری از انواع تومورهای خوش‌خیم به‌طور بالقوه توان تبدیل شدن به بدخیم (مانند تراتوم) را دارند.
| مشخصه         | تومور بدخیم                     | تومور خوش‌خیم                  |
| ------------- | ------------------------------- | ----------------------------- |
| کپسول‌دار بودن | به‌ندرت                          | اغلب                          |
| تمایز یافتگی  | اندک                            | تاحدودی                       |
| متاستاز       | غالباً                           | ندارد                         |
| عود           | مکرر                            | به‌ندرت                        |
| عروق          | متوسط تا زیاد                   | اندک                          |
| مشخصات سلولی  | غیرطبیعی و بی‌شباهت به سلول والد | نسبتاً طبیعی و مشابه سلول والد |